# Observatoire des politiques culturelles
L'observatoire des politiques culturelles (OPC) est un organisme national installé à Grenoble, qui travaille sur les évolutions de la culture dans notre société et sur les politiques publiques liées au monde de la culture.

## Histoire
À la suite d’un colloque tenu en décembre 1988 à Grenoble sur le thème « coopération des collectivités publiques et action culturelle », l'observatoire des politiques culturelles est créé le 1er mars 1989 à l’initiative du département des études et de la prospective du ministère de la Culture et de l'Institut d'études politiques de Grenoble,, ainsi qu'avec le parrainage de l’Université Pierre-Mendès-France de Grenoble et du CERAT (centre de recherche local du CNRS). Il a été dirigé jusqu'en 2002 par René Rizzardo puis par Jean-Pierre Saez jusqu'en 2021 où Vincent Guillon et Emmanuel Vergès sont devenus co-directeurs à leur tour. Son implantation hors de Paris est dû à la volonté politique de décentralisation des années 1980 ainsi qu'à une importante présence de lieux culturels à Grenoble.

## Mission
L’OPC est un organisme national consacré aux politiques culturelles. Il mène des enquêtes, publie des analyses, forme aux métiers de la culture, organise des rencontres publiques et anime des coopérations territoriales et professionnelles. Depuis 35 ans, il joue un rôle de passeur parmi les acteurs qui concourent à la fabrique des politiques culturelles.
L'Observatoire est organisé en trois pôles : 
- Il propose une offre de formation pour concevoir les métiers culturels de demain[8]. Du côté des formations longues : le Master « Direction de projets culturels »[9] et le Cycle national « Inventer les territoires culturels de demain »[10]. L’offre de formations courtes se déploie sur les thématiques suivantes : management et ressources humaines dans le secteur culturel[11] ; la réinvention des équipements culturels à l’heure des tiers-lieux[12] ; la mise en oeuvre des droits culturels dans les politiques culturelles[13] ; l’intégration des enjeux environnementaux dans les projets culturels[14].

- L'OPC conduit des activités en coopération avec des partenaires extérieurs (services de l’État et de collectivités territoriales, réseaux professionnels, laboratoires de recherche). Il est notamment sollicité pour des démarches en lien avec les questions de coopération, les droits culturels ou les problématiques numériques. Chaque année, il produit un baromètre[15] sur les budgets et choix culturels des collectivités.

- Il développe des activités éditoriales papiers et numériques. Il publie ainsi une revue semestrielle, l'Observatoire[16] et anime un média en ligne[17], en libre accès.

## Direction
- 1989-2002 : René Rizzardo[5]
- 2002-2021 : Jean-Pierre Saez[18]
- Depuis 2021 : Vincent Guillon[6] et Emmanuel Vergès[7] (codirection)[19]

## Article annexe
- Culture de masse
- Politique culturelle française